# Trem Miguel Pereira
O Trem Miguel Pereira é um trem turístico com "Maria Fumaça" (locomotiva a vapor) localizado na cidade de Miguel Pereira, no interior do estado do Rio de Janeiro. Tem um percurso de 9 quilômetros (ida e volta) entre as estações Professor Miguel Pereira e Governador Portela, percorrendo um trecho outrora desativado da ferrovia que corta a cidade.
O serviço foi inaugurado em 30/03/2024 e atualmente opera de sexta-feira a domingo, com partidas às 16h nas sextas e às 10h30, 14h e 16h nos finais de semana. O ingresso custa R$ 140, ou meia-entrada de R$ 70 para menores de 12 anos, maiores de 65 anos, estudantes e pessoas com deficiência. Às sextas o ingresso é promocional a R$ 99.
O passeio tem duração aproximada de 1h30, saindo da estação inicial Professor Miguel Pereira, percorrendo o trecho até a estação Governador Portela por cerca de 25 minutos, parando nesta estação por cerca de 30 minutos e depois retornando à estação inicial. Não há parada na estação intermediária Barão de Javari.

## Histórico
O trecho hoje percorrido pelo trem turístico fazia parte originalmente da Estrada de Ferro Melhoramentos do Brasil, depois incorporada à Estrada de Ferro Central do Brasil como Linha Auxiliar e finalmente incorporada à Rede Ferroviária Federal (RFFSA) em 1975. Na década de 1980 e 1990, houve um trem turístico no trecho, da estação Conrado até Miguel Pereira, chamado Trem Azul. Após anos de declínio, a ferrovia foi concedida em 1996 para a Ferrovia Centro-Atlântica (FCA), que abandonou o trecho entre as estações de Japeri e Três Rios.
Desde 1999, a ONG Associação Fluminense de Preservação Ferroviária (AFPF) operava no local um auto de linha no trecho, realizando de maneira voluntária pequenas manutenções, como capina, desobstrução de passagens de nível asfaltadas etc. O auto de linha percorria trechos anteriores e posteriores, seguindo até a cidade vizinha de Paty do Alferes.
|  |  |

Em 2015, a prefeitura em parceria com a Oscip Amigos do Trem alterou a bitola (distância entre os trilhos) de métrica (1000mm) para larga (1600mm), afim de utilizar uma litorina cedida pelo DNIT, transportada de Minas Gerais e por fim a estação foi reformada. A litorina seria inaugurada em outubro de 2015 e chegou a fazer viagens experimentais.
Em 2017, a nova gestão na prefeitura decidiu rebitolar o trecho novamente para a bitola métrica, rompendo a parceria da gestão anterior com a Amigos do Trem. As obras começaram em dezembro daquele ano, o que impossibilitou a utilização da litorina anteriormente mencionada.
|  |  |

Em 2020, uma locomotiva e três carros de passageiros ("vagões") foram transferidos do SESC Grussaí, de São João da Barra/MG, por iniciativa da Fecomércio-RJ, que fez a solicitação ao SESC mineiro. Dois anos mais tarde, outra locomotiva e mais carros de passageiros foram transferidos do Sesc Grussaí para Miguel Pereira. A parceria com a AFPF foi retomada e esta pôde retornar com seus autos de linha no trecho.

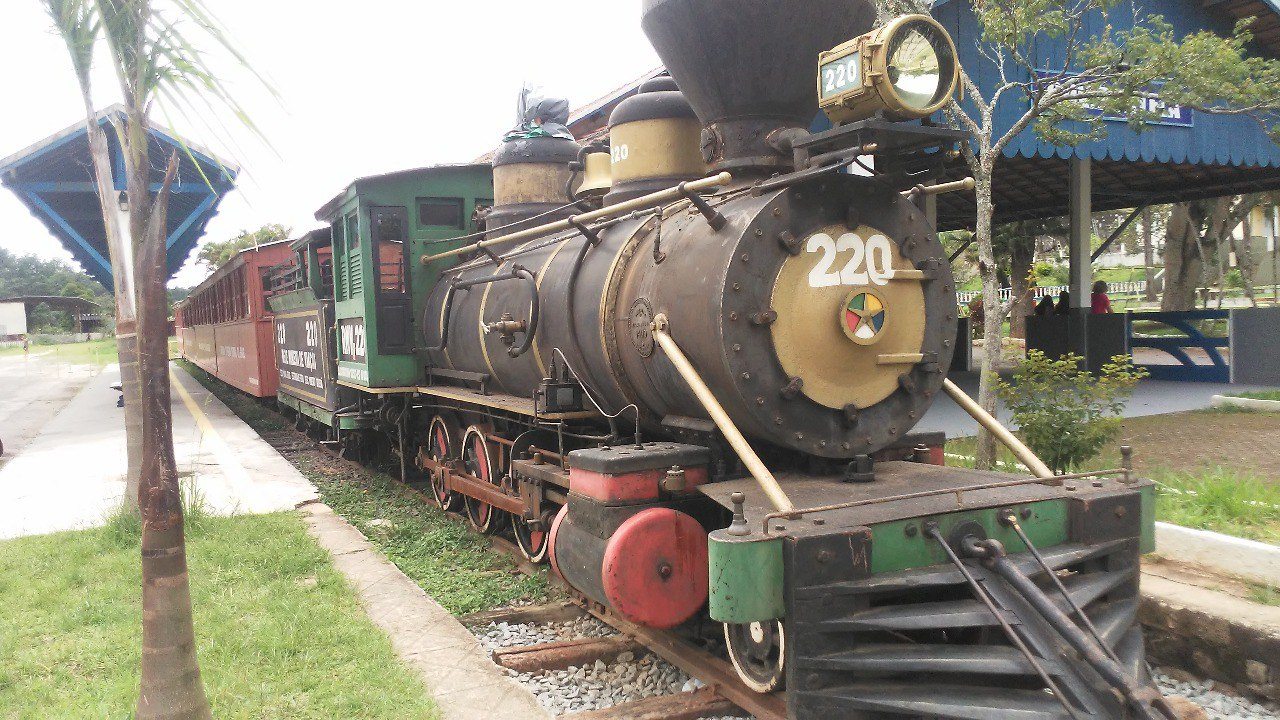
Locomotiva a vapor do Trem Miguel Pereira em 2020, com carros de passageiros atrás. Daddo Moreira / Trilhos do Rio

Finalmente, em 2023 as obras foram concluídas, começando o trem a operar em outubro, após inauguração na ocasião do aniversário da cidade, com uma locomotiva cedida pela Fecomércio, começando a operar comercialmente no ano seguinte.